# Jerzy Stolarow

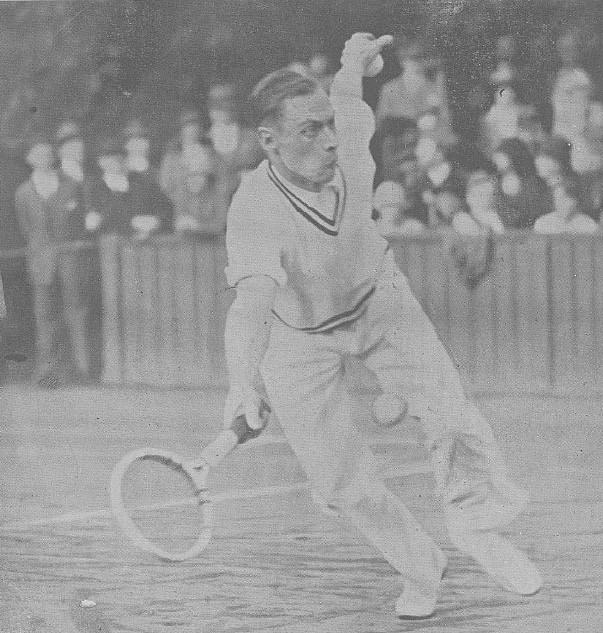
Jerzy Stolarow – mistrz Warszawy 1927

Jerzy Stolarow, właściwie Gieorgij Stolarow (ur. 24 kwietnia 1898 w Moskwie, zm. 26 września 1970 w Łodzi) – rosyjski i od 1929 roku polski tenisista okresu międzywojennego, reprezentant i dwunastokrotny mistrz Polski; przedsiębiorca.

## Życiorys
Jerzy Stolarow urodził się 24 kwietnia 1898 roku w Moskwie. Rosyjska rodzina Stolarow, mieszkająca na stałe w Moskwie, była od 1888 roku właścicielem i współwłaścicielem fabryki przy ulicy Rzgowskiej 26/28 w Łodzi. Po I wojnie światowej rodzina przeprowadziła się do Łodzi. W roku 1925, w cerkwi Świętego Aleksandra Newskiego przy ulicy Kilińskiego w Łodzi, Jerzy Stolarow poślubił Walentynę Łappę, a w 1929 roku otrzymał polskie obywatelstwo.
W roku 1924, tuż przed przyjazdem do Polski, Jerzy Stolarow wygrał pierwsze mistrzostwa ZSRR w tenisie ziemnym. W Polsce bracia Jerzy i Maksymilian Stolarow byli członkami Łódzkiego Klubu Lawn-Tennisowego. Pierwsze zwycięstwo Jerzego Stolarowa w Polsce to zdobycie w 1925 roku, wraz z Karolem Steinertem, tytułu mistrza Polski w deblu. W 1927 roku Jerzy Stolarow zdobył mistrzostwo Polski w tenisie w grze pojedynczej. Od 1926 roku, przez sześć lat z rzędu, bracia Stolarowowie zdobywali tytuł mistrzów Polski w grze podwójnej: w 1926 we Lwowie, 1927 w Krakowie, 1928 w Katowicach, 1929 w Poznaniu, 1930 w Warszawie i 1931 we Lwowie. Mistrzostwo Polski w deblu zdobył również w 1933 i 1934 roku wraz z Ignacym Tłoczyńskim, a ponadto dwukrotnie w mikście: w 1926 we Lwowie z Wierą Richterówną i 1929 roku w Poznaniu z Jadwigą Jędrzejowską. Łącznie Jerzy Stolarow zdobył dwanaście tytułów mistrza Polski.
Stolarow był również międzynarodowym mistrzem Polski w deblu: w 1931 roku zdobył mistrzostwo wraz z bratem, a w 1932 z Pierre’em Grandguillotem. Ponadto w latach 1927–1932, jako członek Łódzkiego Klubu Lawn-Tennisowego, sześć razy zdobył tytuł drużynowego mistrza Polski. W latach 1927–1932 roku był reprezentantem Polski w rozgrywkach o Puchar Davisa.
W czasie II wojny światowej przebywał w Łodzi. W roku 1943 został aresztowany pod zarzutem nieprawidłowości w zarządzaniu fabryką i od 1 kwietnia 1944 do stycznia 1945 był więźniem politycznym niemieckiego nazistowskiego obozu koncentracyjnego Stutthof. Po wojnie powrócił do Łodzi i zamieszkał w kamienicy naprzeciwko dawnej swojej fabryki. Po jej upaństwowieniu pracował w Spółdzielni Pracy „Motor”. Zmarł w Łodzi 26 września 1970 roku i został pochowany na prawosławnej części Starego Cmentarza przy ulicy Ogrodowej.